# Shiroka
Shiroka (albanisch auch Shirokë) ist ein Dorf rund fünf Kilometer westlich von Shkodra in Nordalbanien. Es liegt am Südufer des Skutarisees, etwas mehr als sechs Kilometer von der Grenze zu Montenegro. Das Dorf an den Nordhängen des Tarabosh hatte im Jahr 2006 1300 Einwohner.

## Lage und Tourismus
Shiroka wird von der Stadt Shkodra durch die Buna, den Ausfluss aus dem See, getrennt. Weiterer knapp fünf Kilometer weiter westlich liegt der Ort Zogaj, der aber deutlich kleiner ist. Die Dörfer gehören zur Administrativen Verwaltungszone Nr. 1 der Stadt Shkodra, gelten somit als Stadtteil (lagja) der Bashkia Shkodra. Die Nationalstraße SH24 führt am Ufer des Sees entlang – ein Grenzübergang nach Montenegro bestand 2023 aber noch nicht.

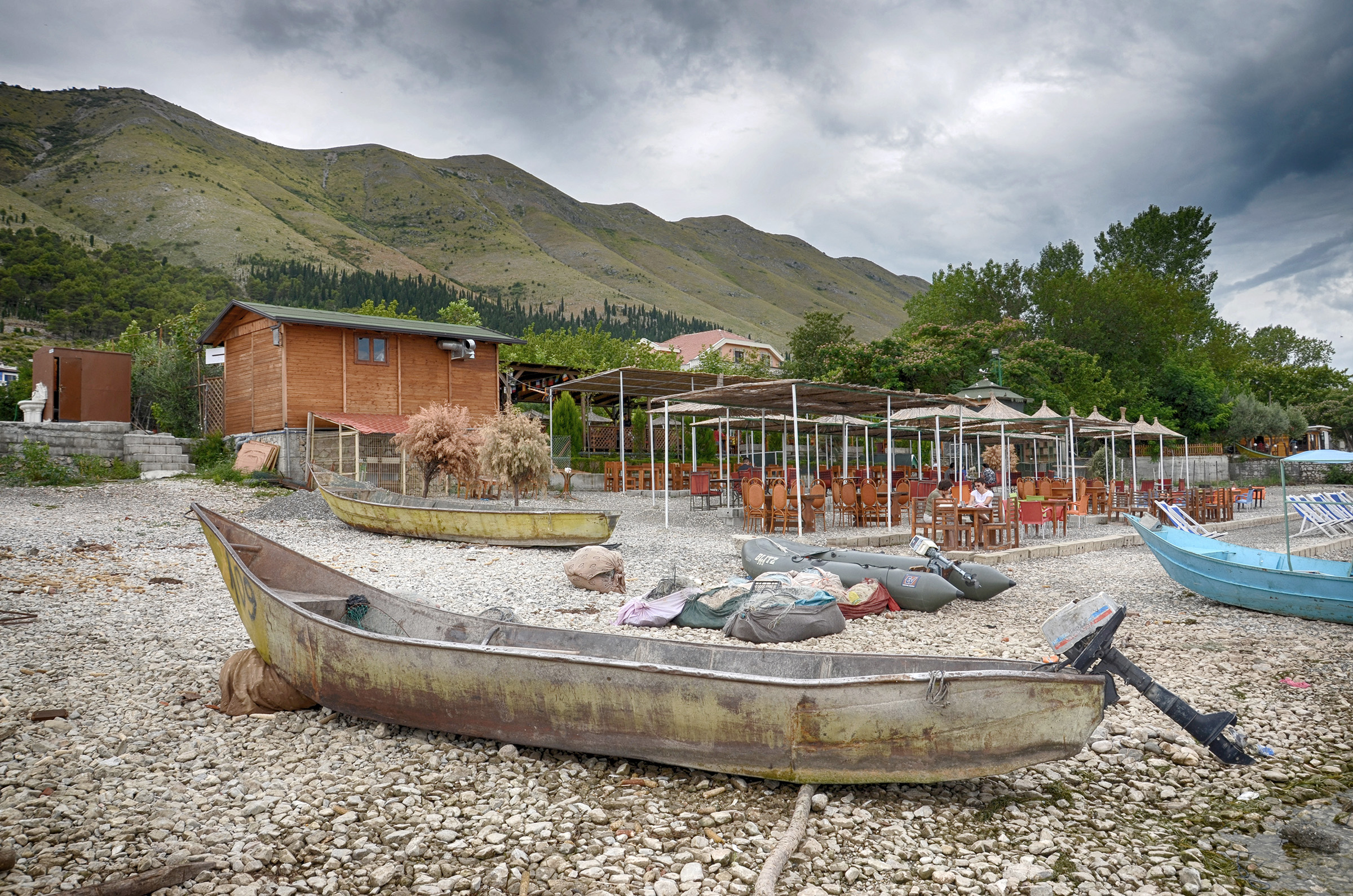
Strand in Shiroka, Tarabosh im Hintergrund (2016)

Shiroka und das Nachbardorf Zogaj bilden eine beliebte Ausflugszone am See, die Ruhe und Entspannung bietet. In Shiroka gibt es diverse Restaurants und Unterkünfte, man kann im See baden oder am Berg wandern. Das touristische Angebot wurde nach 2010 deutlich ausgebaut. Die Fischerei hat eine lange Tradition, während die Frauen bekannt sind für die von ihnen hergestellten Teppiche.

## Geschichte
Die älteste Erwähnung des Dorfes stammt aus dem 15. Jahrhundert.
Eine ordentliche Straße nach Shkodra wurde in den Jahren 1909 und 1910 erbaut. Shiroka diente gelegentlich als Hafen für den Dampfschiffverkehr von Virpazar in Montenegro nach Shkodra.
In Shiroka am Hang über dem historischen Dorfkern steht die sogenannte „Zogu-Villa“, eine kaum je genutzte Residenz des albanischen Königs Ahmet Zogu aus den 1920er Jahren, angeblich durch Kolë Idromeno mit Geld von Kaufleuten aus Shkodra errichtet. Die Kommunisten nutzten das Gebäude als Ferienheim für Pioniere.
Aus dem Dorf stammt der bekannte Franziskaner, Politiker und Schriftsteller Anton Harapi (1888–1946), der dem kommunistischen Regime zum Opfer fiel.